# Lâu đài Vaduz
Lâu đài Vaduz (tiếng Đức Schloss Vaduz) là một lâu cung điện và nơi ở chính thức của Hoàng thân Liechtenstein. Lâu đài đã đặt tên theo thị trấn Vaduz, thủ đô của Liechtenstein, mà nó nhìn từ một đỉnh đồi liền kề.

## Lịch sử
Các chủ sở hữu cũ, có lẽ cũng là nhà xây dựng, là những cho xây dựng Werdenberg-Sargans. Ngã ba (lưu giữ, được xây dựng vào thế kỷ 12) và các bộ phận của phía đông là lâu đời nhất. Ngôi tháp đứng trên một mảnh đất có diện tích 12 x 13 mét (39 x 43 feet). Tại tầng trệt, các bức tường tháp có độ dày lên đến 4 mét (13 feet). Lối vào ban đầu nằm ở phía sân ở độ cao 11 mét (36 feet). Nhà nguyện của thánh Anna cũng có thể được xây dựng vào thời Trung Cổ. Bàn thờ chính là cuối gothic. Trong Chiến tranh Swabian năm 1499, lâu đài đã bị Liên minh Thụy Sĩ đốt cháy. Phía tây được mở rộng bởi Count Kaspar von Hohenems (1613-1640).
Gia đình hoàng thân Liechtenstein đã giành được lâu đài Vaduz vào năm 1712 khi mua lại đế chế của Vaduz. Vào thời điểm này, Charles VI, Hoàng đế Thánh chế La Mã, kết hợp đế chế với Chúa Schellenberg, mua bởi Liechtenstein vào năm 1699 để hình thành nên Công quốc Liechtenstein hiện nay.

## Ngày nay
Lâu đài được phục hồi lớn giữa năm 1904 và năm 1920, và một lần nữa vào đầu những năm 1920 dưới thời trị vì của Hoàng tử Johann II, và được mở rộng trong những năm 1930 bởi Hoàng tử Franz Joseph II. Từ năm 1938, lâu đài là nơi cư trú chính của Gia đình chính của Liechtenstein. Lâu đài không mở cửa cho công chúng vì gia đình hoàng tộc vẫn còn sống trong lâu đài.